# Red Island (film)
Red Island (originaltitel: L'île rouge) är en fransk dramafilm från 2023. Filmen är regisserad av Robin Campillo, som även skrivit manus tillsammans med Gilles Marchand och Jean-Luc Raharimanana. Filmen hade biopremiär i Sverige den 5 juli 2024.

## Handling
Filmen utspelar sig på Madagaskar och kretsar kring tioåriga Thomas som endast tänker på serietidningsinspirerade fantasier och glider runt i omgivningarna med nyfiken blick på allt som omger honom.

## Rollista (i urval)
- Nadia Tereszkiewicz – Colette Lopez
- Quim Gutiérrez – Robert Lopez
- Charlie Vauselle – Thomas
- Sophie Guillemin – Mrs. Guedj
- David Serero – Mr. Guedj